# Hans Heinrich von Thyssen-Bornemisza
Hans Heinrich von Thyssen-Bornemisza, Hans Heinrich Àgost Gábor Tasso Freiherr von Thyssen-Bornemisza de Kászon et Impérfalva (ur. 2 kwietnia 1921 w Scheveningen w Holandii, zm. 26 kwietnia 2002 w San Feliu de Guíxols w Hiszpanii) – przemysłowiec i kolekcjoner sztuki, członek niemieckiej dynastii Thyssen, założyciel Muzeum Thyssen-Bornemisza w Madrycie.

## Życiorys
Urodził się w Holandii, miał obywatelstwo szwajcarskie, węgierski tytuł szlachecki, był rezydentem Monako (ze względów podatkowych) oraz Wielkiej Brytanii. Ostatnie dwie dekady swojego życia spędził w Hiszpanii. Pięciokrotnie się żenił, jego ostatnia żona Carmen "Tita" Cervera jest Hiszpanką, wspierała barona w projekcie utworzenia madryckiego muzeum i kontynuuje jego kolekcjonerską pasję.